# 叶夫根尼娅·博什

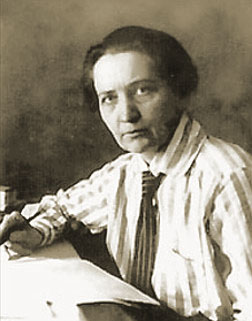
叶夫根尼娅·博什

叶夫根尼娅·波格丹诺芙娜·博什（俄語：Евгения Богдановна (Готлибовна) Бош；1879年9月3日—1925年1月5日）布尔什维克活动家、政治家，乌克兰苏维埃政府成员，1917年担任乌克兰临时苏维埃政府内务部长和代理领导人，12月在文尼察领导布尔什维克起义。后担任奔撒省党委主席，期间当地发生农民起义，导致列宁下达手令进行镇压。第二任丈夫为格奥尔基·皮亚塔科夫。
她被认为是20世纪首个女性国家领导人。